# Nettoyage à Red-City
Nettoyage à Red-City est la onzième histoire de la série Lucky Luke par Morris. Elle est publiée pour la première fois en 1951 du no 685 au no 697 du journal Spirou. Puis est publiée dans l'album Lucky Luke contre Pat Poker en 1953.

## Univers

### Synopsis
Nommé shérif de Red City, Lucky Luke n'est pas à son avantage quand il arrive dans la ville. En effet, peu auparavant, alors qu'il se baignait dans une rivière, il s'est fait voler, et ses vêtements, et Jolly Jumper : il est donc obligé de monter dans la diligence, accoutré des vêtements d'un enfant de 10 ans.
Red City est une ville sans loi, dominée par Pat Poker, un joueur de cartes, tricheur professionnel, qui dirige une bande de hors-la-loi. Voulant humilier le nouveau venu, les bandits reçoivent Luke comme un moutard, lui offrant un insigne de shérif, un pistolet-jouet et un petit cheval de bois. 
Tout d'abord un peu désemparé, Luke se reprend vite. Grâce à un putois, il aide un citoyen à ne pas être pendu par les hommes de main de Pat Poker. 
Puis il retrouve son cheval et découvre que c'est Pat Poker lui-même qui le lui a volé. Au cours d'une partie de cartes contre le tricheur dont l'enjeu n'est autre que Jolly Jumper, Lucky Luke, contre toute attente, gagne et retrouve ainsi son cheval. Poker lui « conseille » alors de partir avant le coucher du soleil, sinon « sa peau ne vaudra pas cher ». Ce que fait Luke, mais il revient de nuit, caché dans une charrette de foin. Le cow-boy capture tout d'abord les deux hommes de Pat Poker, alors qu'ils cambriolent le coffre-fort de la banque des éleveurs. Puis il s'attaque à Pat Poker lui-même, dans son propre saloon. Le malfrat réussit à s'enfuir grâce à un autre complice, le croque-mort de la ville, mais Lucky Luke parvient assez facilement à le rattraper.

### Personnages
- Lucky Luke
- Pat Poker : joueur de cartes professionnel, il fait la pluie et le beau temps à Red City. En fait, il dirige la ville, aidé de ses hommes.
- Bill : complice de Pat Poker.
- Fer-à-cheval : complice de Pat Poker.
- le croque-mort de Red City : complice de Pat Poker.

## Publication

### Revues
L'histoire est parue dans le journal Spirou, du no 685 (31 mai 1951) au no 697 (23 août 1951).